# Pietro Calvi (1935)
«П'єтро Кальві» (італ. Pietro Calvi) — військовий корабель, великий підводний човен, головний у своєму типі Королівських ВМС Італії за часів Другої світової війни.
«П'єтро Кальві» був закладений 20 липня 1932 року на верфі компанії Oderno-Terni-Orlando у Ла-Спеції. 31 березня 1935 року він був спущений на воду, а 16 жовтня 1935 року увійшов до складу Королівських ВМС Італії.

## Історія служби
Перший бойовий похід під час Другої світової війни човен здійснив з 3 липня по 6 серпня 1940 року, вийшовши з від берегів Лігурії до Атлантичного океану.
У вересні 1940 року до французького Бордо на базу BETASOM почали прибувати італійські підводні човни, яких скоро стало 27, котрі незабаром приєдналися до німецьких підводних човнів у полюванні на судноплавство союзників; поступово їхнє число збільшиться до 32. Вони зробили вагомий внесок у битву за Атлантику, попри те, що командувач підводного флоту ВМС Німеччини адмірал Карл Деніц відгукнувся про італійських підводників: «недостатньо дисципліновані» і «не в змозі залишатися спокійним перед лицем ворога».
«П'єтро Кальві», після капітального ремонту в Спеції, відплив 6 жовтня для другого бойового походу в Атлантику, після якого прибув до бази BETASOM 23 жовтня.
Потім італійський підводний човен здійснював регулярні походи. Під час шостого патрулювання з 7 по 29 грудня «П'єтро Кальві», «Джузеппе Фінці» та «Енріко Таццолі» врятували моряків затонулого німецького торгового рейдера «Атлантис». З 7 березня по 29 квітня 1942 року проходив сьомий патруль, що відбувався біля Бразилії.
2 липня «П'єтро Кальві» відплив для свого восьмого патрулювання і 14 липня був потоплений при спробі атакувати конвой SL 115 британським шлюпом «Лалворт» (колишній куттер американської Берегової охорони «Челан»), який протаранив, а потім остаточно затопив ворожий підводний човен. Британці врятували 35 з членів екіпажу у 78 осіб.